# The Rescue
Pour les articles homonymes, voir Rescue.
The Rescue (Le Sauvetage) est le onzième épisode de la première série de la série télévisée britannique de science-fiction Doctor Who, diffusé pour la première fois en deux parties hebdomadaires le 2 janvier et le 9 janvier 1965. Écrit par le scénariste David Whitaker, cet épisode introduit le personnage de Vicki, jouée par l'actrice Maureen O'Brien.

## Accroche
L'équipage du TARDIS atterrit sur la planète Dido, une planète où les occupants d'un vaisseau échoué attendent de l'aide. Les deux seules personnes vivantes sont une jeune fille et un homme paralysé. De quoi semblent-ils avoir peur ? Et pourquoi les secours n'arrivent-ils pas ?

## Casting
- William Hartnell — Le Docteur
- Jacqueline Hill — Barbara Wright
- William Russell — Ian Chesterton
- Maureen O'Brien — Vicki
- Ray Barrett — Bennett
- Tom Sheridan — Le Capitaine de Vaisseau/le monstre des sables

## Résumé

### The Powerful Enemy
Depuis quelque temps le Docteur semble de plus en plus fatigué. Lorsque le TARDIS vient se poser sur une planète durant le sommeil du Docteur, Ian et Barbara se posent des questions sur sa santé. Alors que le Docteur reste à l'intérieur du TARDIS afin d'analyser une roche, Ian et Barbara observent au loin un vaisseau qui semble s'être écrasé depuis un petit moment lorsqu'ils sont abordés par Koquillon, une créature étrange semblable à un crustacé humanoïde. Alors que Ian part chercher le Docteur dans son vaisseau, Koquillon pousse Barbara dans un ravin. Elle est alors recueillie par Vicki, l'une des seules rescapées du vaisseau avec un homme infirme du nom de Bennett. Lors du crash du vaisseau, tout l'équipage aurait été attiré dans un piège et tué par l'espèce locale. Seul Koquillon aurait protégé Vicki et Bennett jusqu'ici. Vicki est heureuse car elle pense qu'un vaisseau va venir les chercher mais il n'est toujours pas visible.
Le Docteur certifie à Ian que la planète sur laquelle ils se sont posés est la planète Dido et que celle-ci était bien plus accueillante et joyeuse la dernière fois qu'il l'avait visitée. En explorant, Ian se retrouve coincé entre de grandes lames de métal prêtes à le pousser vers un cratère où se tient une créature ressemblant à un homard géant.

### Desperate Measures
Le Docteur et Ian réussissent à rétracter les barreaux et à pouvoir enfin approcher du vaisseau. Au même moment, Barbara tue 'Sandy' l'animal de compagnie de Vicki, imaginant, par sa forme de crustacé extra-terrestre, qu'il s'agissait d'une menace. Malgré la colère et les réticences de la jeune fille, le Docteur arrivera à l'amadouer et demandera à ce qu'elle le laisse parler avec Bennett. Tandis que le Docteur fouille la chambre de Bennett (d'où il s'est visiblement enfui) Ian et Barbara discutent avec la jeune fille : elle vient de la Terre de 2493, et à la suite de la mort de sa mère, son père souhaitait trouver un nouveau travail sur une autre planète, mais il est mort dans l'accident. Elle est étonnée d'apprendre que les voyageurs viennent de 1963 (ce qui leur ferait presque 500 ans).
Le Docteur trouve un passage secret dans la chambre de Bennett qui conduit à un souterrain. Là, il voit Koquillon et reconnait Bennett déguisé. Celui-ci maintenait la jeune fille dans la terreur car il avait tué un membre d'équipage et a massacré le reste des témoins et des habitants de Dido afin de ne pas être jugé. Alors qu'il est sur le point de tuer le Docteur, quelques Didoniens survivants arrivent et neutralisent Bennet. Le Docteur se réveille près du TARDIS sans vraiment savoir ce qu'il s'est passé, alors que les Didoniens détruisent le matériel de transmission radio afin que les humains ne viennent plus. Le Docteur propose alors à Vicki de se joindre à eux à bord du TARDIS, ce qu'elle accepte.

## Continuité
- Se questionnant sur les absences du Docteur, Barbara suppose qu'il a toujours l'esprit occupé par le départ de Susan qui a eu lieu dans l'épisode précédent.
- Ian, lui, pense que ses absences sont dues à son grand âge, et dit même à Barbara qu'"il ne rajeunira pas de jour en jour" ce qui est plutôt ironique lorsque l'on connait le futur de la série.
- Ian dit qu'il préférerait se retrouver face aux Daleks plutôt qu'à Koquillon.
- L'équipage parle des problèmes qu'ils ont à chaque fois qu'ils explorent une caverne (ce qui leur arrive dans « An Unearthly Child », « The Daleks », « Marco Polo » « The Keys of Marinus » et « The Sensorites »).
- Le Docteur parle de ses qualifications médicales, expliquant qu'il n'a pas atteint un degré de qualification assez grand pour pouvoir soigner certaines blessures.
- C'est la première fois qu'on voit le Docteur demander à quelqu'un de l'accompagner.
- Le nom de famille de Vicki n'est jamais nommé dans la série. Seules des novélisations indiqueront qu'elle se nomme Pallister, mais sans qu'il y ait jamais eu de confirmation dans la série.

## Production

### Scénarisation
En mai 1964, il était déjà décidé dans l'esprit de la productrice Verity Lambert et du "script-editor" (responsable des scénarios) David Whitaker qu'un changement de casting devait avoir lieu dans le second "bloc" de production s'il était confirmé. Le 14 août, lorsque le responsable des programmes de la BBC David Baverstock commande 13 nouveaux épisodes de Doctor Who, Lambert décide que Carole Ann Ford quitterait la série. L'idée était de la remplacer immédiatement par le personnage de Jenny, une résistante vue dans « The Dalek Invasion of Earth », mais dans les semaines qui suivirent, les inquiétudes du casting principal au sujet du futur de la série prit de l'ampleur. Baverstock suggéra lui-même que la série pourrait s'arrêter après cet épisode pour être remplacée par une autre série de science-fiction. Le 20 août, Lambert décide que l'important était d'abord de faire signer les contrats des acteurs pour une nouvelle saison et d'engager une nouvelle actrice pour l'épisode d'après.
David Whitaker ayant passé le rôle de script-editor à Dennis Spooner le 31 octobre 1964, il eut la charge d'écrire un court épisode en deux parties chargé d'introduire le nouveau personnage que Whitaker nomma "Valerie" ou "Millie" avant d'opter pour "Tanni". Whitaker qui avait déjà écrit le bref épisode « The Edge of Destruction » se trouvait donc en terrain connu et, le 1er novembre, il fut engagé pour écrire un épisode sous le titre provisoire de "The Doctor and Tanni". Durant l'automne 1964 et la pause de la série, le nom se changera en Lukki et, le 12 novembre, c'est sous ce nom que ce personnage fut présenté à la presse. Ce n'est que le 20 novembre que le personnage fut enfin nommé Vicki et que le serial se nomme définitivement "The Rescue".

### Pré-production
Le casting pour le rôle de Tanni eut lieu le 14 octobre, où Maureen O'Brian sera prise. À l'époque, Maureen O'Brian était une jeune actrice du "Everyman Theatre" de Liverpool, quand l'un de ses professeurs de théâtre, Harry Moore, lui suggère de passer le casting. N'ayant jamais songé à faire une longue carrière à la télévision, O'Brian prit cette nomination comme un moyen de rejoindre son petit ami à Londres, la série ayant alors un futur incertain. Le 9 octobre, Maureen O'Brian ne fut engagée que pour trois épisodes : celui-ci, « The Romans » et « The Web Planet », avant d'être intégrée dans le casting permanent de la série. Sa future participation ainsi que sa photo furent présentées à la presse le 12 novembre.

### Tournage
Le tournage fut entamé les 16 et 17 novembre sous la direction de Christopher Barry, réalisateur partiel sur « The Daleks », et consistait d'abord à filmer les maquettes des plans du vaisseau échoué. Le tournage débuta le 4 décembre au studio 1 de Riverside, nouveau lieu de tournage de la série. Après une pause de six semaines sans tournage, Maureen O'Brian fut introduite dans l'équipe avec l'appui de Carole Ann Ford, venue sur le tournage afin de souhaiter bonne chance à la nouvelle actrice. Comme pour tous les tournages de l'époque, chaque partie était répétée durant la semaine avant d'être filmée en continu le vendredi suivant.
Lors du tournage de la partie 2 "Desperate Measures", Jacqueline Hill est chargée de tirer sur l'animal de compagnie de Vicki, mais le projectile part trop tôt, blessant l'actrice au visage. La scène sera remontée ce qui explique la façon très étrange dont Barbara tient son arme.

### Casting
Afin que le retournement de situation final ne soit pas gâché, l'acteur jouant Koquillon était crédité à la fin du premier épisode comme étant un certain "Sydney Wilson", contraction entre les deux noms des créateurs à l'origine du projet Doctor Who : Sydney Newman et Donald Wilson.

## Diffusion et Réception
| Épisode | Date de diffusion | Durée | Téléspectateurs en millions | Archives   |
| --- | ----------------- | ----- | --------------------------- | ---------- |
| "The Powerful Enemy" | 2 janvier 1965    | 26:15 | 12,0                        | Films 16mm |
| "Desperate Measures" | 9 janvier 1965    | 24:36 | 13,0                        | Films 16mm |
| Les deux parties de l'épisode firent respectivement 12 puis 13 millions de téléspectateurs ce qui le hissa à la 8e place dans les audiences de la BBC, un des plus gros records d'audience pour la série, toutes années confondues, que même les productions récentes n'arrivent pas à atteindre. |                   |       |                             |            |

Si les critiques modernes voient d'un bon œil l'arrivée de Vicki, qui « vole la vedette » (Doctor Who : The Television Companion), la faiblesse du scénario est souvent décriée. Selon les auteurs du livre, Doctor Who : The Discontinuity Guide (1995), "Comme moyen d'introduire un nouveau personnage, The Rescue marche, mais il est trop inconséquent pour garder un quelconque intérêt". En 2008, Patrick Mulkern de "Radio Times" qualifiera l'épisode de "joyau négligé" avec un début solide pour Vicki mais s'interrogeait sur le costume du Koquillon "qui pouvait peut-être passer en 1965" mais passerait pour un spectateur moderne comme "relativement évident". 

### Titres alternatifs
L'épisode connut de nombreux titres, ce qui l'a souvent gêné pour sa classification. Outre les titres de travail comme "Doctor Who and Tanni" (le nom qu'à l'origine Vicki devait porter), il fut appelé "The Powerful Enemy" (un ennemi puissant) dans certaines novélisations et dans le guide de 1973 du Radio Times édité pour les 10 ans de la série.
Les fans de la série voient cet épisode comme une histoire décousue qui offre une merveilleuse introduction au personnage de Vicki. "Vicki est un personnage très sympathique qui est décrit avec toute une palette d'émotions (...) Le Docteur voit qu'elle a besoin d'être protégée et trouve quelqu'un qui peut combler son profond désir de remplacer Susan" dira Trevor Wayne dans le Gallifrey no 12 d'automne 1980.

## Novélisation
L'épisode fut novélisé sous le titre The Rescue par Ian Marter (qui tint le rôle d'Harry Sullivan, un des compagnons du 4e Docteur), mort en octobre 1986. La novélisation ne fut publiée à titre posthume qu'en janvier 1988 sous le numéro 124 de la collection Doctor Who des éditions Target Book. N'ayant pu être finalisé avant la mort de Marter, le livre fut fini par Nigel Robinson. Il n'a connu aucune traduction à ce jour.

## Éditions VHS et DVD
L'épisode n'a jamais été édité en français, mais a connu plusieurs éditions au Royaume-Uni et aux États-Unis.
- Une édition de 1994 est sortie en double VHS avec l'épisode « The Romans ».
- L'épisode a connu une réédition en DVD le 23 février 2009.